# روسلان عبدالله‌یف
روسلان عبدالله‌یف (روسی: Руслан Абдуллаев؛ ۷ مارس ۱۹۴۴ – ۳۰ ژانویهٔ ۲۰۰۲) بازیکن فوتبال اهل اتحاد جماهیر شوروی بود.
از باشگاه‌هایی که در آن بازی کرده است می‌توان به باشگاه فوتبال نفتچی باکو اشاره کرد.